# Нелегальная экономика
Нелега́льная («чёрная», подпо́льная, кримина́льная) эконо́мика занимается формами деятельности, которые были признаны несовместимыми с законной экономической деятельностью и запрещены законодательством. Является частью теневой экономики.
В нелегальную экономику входят:
- перераспределительная деятельность маргинальных преступных групп:
  - с применением насилия или покушением на частную собственность (хищения, бандитизм, рэкет);
  - преступления против власти или общества (коррупция, контрабанда, фальшивомонетничество);
- незаконная производственная деятельность (наркобизнес, производство поддельной, контрафактной, нелегальной или нелицензионной продукции);
- чёрный рынок.

Рациональную сторону запрещённых видов деятельности изучает экономика преступления и наказания.
Преступные организации участвуют в международной экономической инфраструктуре. В результате глобализации возникла международная нелегальная экономическая сеть, в которую входят некоторые исламские банки, офшоры, отмывающие деньги учреждения и сами преступники и террористы.